# Divoké historky
Divoké historky, španělsky Relatos salvajes, je argentinsko-španělská černá komedie z roku 2014. Povídkový film se skládá ze šesti samostatných příběhů, které napsal a režíroval Damián Szifrón a jsou spojeny tématem násilí a pomsty. 
V hlavních rolích hrají Ricardo Darín, Oscar Martínez, Leonardo Sbaraglia, Érica Rivas, Rita Cortese, Julieta Zylberberg a Darío Grandinetti. Film produkovali Agustín a Pedro Almodóvarovi, hudbu složil Gustavo Santaolalla. Divoké historky byly nominovány v kategorii nejlepší cizojazyčný film na Oscara a ve stejné kategorii zvítězily na Filmových cenách Britské akademie.

## Obsah filmu

### Pasternak
Dva cestující v letadle zjistí, že znají stejného muže jménem Pasternak: žena je jeho bývalá přítelkyně a muž je hudební kritik, který ztrhal jeho práci. Postupně zjišťují, že každý v letadle je nějak spojen s Pasternakem a že všechny jejich vztahy dopadly špatně. Letuška oznamuje, že v pilotní kabině je sám Pasternak a uzamkl se do kokpitu. Pasternak naráží s letadlem do domu svých rodičů.

### Krysy
Muž přijíždí do malé restaurace u dálnice. Servírka ho v něm pozná lichváře, který zničil rodinu. Kuchařka jí nabízí, ať mu dá jed do jídla, to servírka odmítá, ale kuchařka jej tam i přesto dá. Když do restaurace přijde mužův syn a jí stejné jídlo, tak se servírka snaží otrávené jídlo odnést. Muž ji napadne, ale kuchařka ho zabije nožem. Syn zvrací a policie zatkne kuchařku.

### Ten nejsilnější
Diego projíždí pouští a snaží se předjet pomalejší starší auto, ale to ho blokuje. Když Diego konečně předjíždí, tak urazí druhého řidiče, Maria. Krátce poté však Diego píchne pneumatiku a Mario ho dožene. Mario zaparkuje auto naproti autu Diega, zablokuje ho, rozbije mu přední sklo a kálí a močí na jeho střechu. Diego vytlačí Maria a jeho auto do řeky a odjíždí. Mario to přežije a Diego se vrátí, aby ho dorazil, ale ztratí kontrolu nad řízením a padá do řeky. Mario se přes kufr dostane do Diegova auta a bojují spolu. Mario škrtí Diega pomocí bezpečnostního pásu, odtrhne část své košile, zapálí ji a hází ji do benzínové nádrže. Diego ovšem Maria chytne a zabrání mu v útěku. Odtahová služba přijíždí právě ve chvíli, kdy auto vybuchuje. Policie objeví dvě spálená těla, která vypadají, jako když se objímají.

### Bombička
Simón Fischer, expert na demoliční práce, vyzvedává dort na narozeninovou oslavu své dcery, ale zjistí, že jeho auto bylo odtaženo. Jde na parkoviště pro odtažená vozidla a marně vysvětluje, že na silnici nebyly vyznačeny žádné žluté pruhy, které by zakazovaly parkování. Musí zaplatit pokutu a zmešká narozeninovou oslavu své dcery. Následující den odmítne zaplatit, útočí na skleněnou přepážku a je zatčen. Příběh zaujme noviny a Fischer je vyhozen z práce. Jeho manželka usiluje o rozvod a svěření dcery do vlastní péče. Fischer se neúspěšně uchází o práci a jeho auto je znovu odtaženo. Vyzvedává auto a dá do něj výbušniny. Poté, co je auto opět odtaženo, tak odpálí výbušniny v autě, zničí kancelář a výbuch nezaznamená žádné oběti. Fischer je uvězněn a stane se místním hrdinou a sociální média volají po propuštění. Jeho manželka a dcera ho ve vězení navštíví v den jeho narozenin a přinesou mu dort ve tvaru odtahového vozu.

### Návrh
Mauricio probudí svého otce Santiaga a je zoufalý, protože to ráno přejel těhotnou ženu a z místa nehody ujel. Rodina milionáře odmítá vzdát Santiaga spravedlnosti a dovolit, aby šel do vězení. Mauricio a jeho právník navrhnou plán, kdy se k činu přizná jejich zahradník, výměnou za velkou sumu peněz. Děj se zkomplikuje, když stále víc lidí chce po milionáři úplatky. Příběh končí, když se manžel zavražděné ženy rozhodne vzít spravedlnost do vlastních rukou a zabije zahradníka Josého, který byl údajným vrahem, když procházel kolem novinářů.

### Dokud nás smrt nerozdělí
Na židovské svatbě se nevěsta Romina dozví, že ji její muž Ariel podvedl s jednou z hostů. Během tance se ho na to přede všemi zeptá a uteče na střechu, kde ji uklidní jeden z kuchařů. Ariel přijde na střechu zrovna v tu chvíli, když má Romina sex s kuchařem. Romina mu pomstychtivě oznamuje, že od této chvíle bude spát se všemi muži, kteří o ni projeví zájem a sebere mu všechen majetek, když se s ní bude chtít rozvést, nebo když umře. Oba se vracejí na slavnost a pokračují v oslavách. Romina vytahuje ženu, se kterou Ariel spal, na parket, točí s ní dokola a strčí ji na zrcadlo. Způsobí takový šok, že se Ariel rozpláče a jeho matka jí začne vytrhávat vlasy. Romina je v šoku a přijde pro ni Ariel a pomalu se usmiřují. Z jejího původního hněvu se stává vášeň a tak spolu začnou mít sex, zatímco hosté raději odchází.

## Obsazení
| Darío Grandinetti  | Salgado (povídka Pasternak)               |
| María Marull       | Isabel (povídka Pasternak)                |
| Mónica Villa       | učitelka Leguizamón (povídka Pasternak)   |
| Rita Cortese       | kuchařka (povídka Krysy)                  |
| Julieta Zylberberg | servírka (povídka Krysy)                  |
| César Bordón       | pan Cuenca (povídka Krysy)                |
| Leonardo Sbaraglia | Diego Iturralde (povídka Ten nejsilnější) |
| Walter Donado      | Mario (povídka Ten nejsilnější)           |
| Ricardo Darín      | Simón Fischer (povídka Bombička)          |
| Nancy Dupláa       | Victoria Malamud (povídka Bombička)       |
| Oscar Martínez     | Mauricio Pereyra Hamilton (povídka Návrh) |
| María Onetto       | Helena Pereyra Hamilton (povídka Návrh)   |
| Osmar Núñez        | právník (povídka Návrh)                   |
| Germán de Silva    | Jose (povídka Návrh)                      |
| Diego Velázquez    | žalobce (povídka Návrh)                   |
| Érica Rivas        | Romina (povídka Dokud nás smrt nerozdělí) |
| Diego Gentile      | Ariel (povídka Dokud nás smrt nerozdělí)  |

## Ocenění a nominace
| Ocenění                                       | Kategorie                               | Nominován(i)                   | Výsledek   |
| --------------------------------------------- | --------------------------------------- | ------------------------------ | ---------- |
| Oscar                                         | Nejlepší cizojazyčný film               | Divoké historky                | Nominován  |
| Ceny Ariel                                    | Nejlepší latinskoamerický film          | Divoké historky                | vítězství  |
| Filmový festival v Biarritz                   | Cena publika                            | Divoké historky                | vítězství  |
| Filmový festival v Biarritz                   | Nejlepší herečka                        | Érica Rivas                    | vítězství  |
| Filmová cena Britské akademie                 | Nejlepší cizojazyčný film               | Divoké historky                | vítězství  |
| Filmový festival v Cannes                     | Zlatá palma                             | Divoké historky                | Nominován  |
| Critics' Choice Movie Awards                  | Nejlepší cizojazyčný film               | Divoké historky                | Nominován  |
| Ceny Goya                                     | Nejlepší film                           | Divoké historky                | Nominován  |
| Ceny Goya                                     | Nejlepší režie                          | Damián Szifrón                 | Nominován  |
| Ceny Goya                                     | Nejlepší původní scénář                 | Damián Szifrón                 | Nominován  |
| Ceny Goya                                     | Nejlepší herec                          | Ricardo Darín                  | Nominován  |
| Ceny Goya                                     | Nejlepší původní hudba                  | Gustavo Santaolalla            | Nominován  |
| Ceny Goya                                     | Nejlepší střih                          | Pablo Barbieri, Damián Szifrón | Nominováni |
| Ceny Goya                                     | Nejlepší produkční vedení               | Esther Garcia                  | Nominována |
| Ceny Goya                                     | Nejlepší make-up a účesy                | Marisa Amenta, Néstor Burgos   | Nominováni |
| Ceny Goya                                     | Nejlepší zahraniční film ve španělštině | Divoké historky                | vítězství  |
| Ceny Platino                                  | Nejlepší film                           | Divoké historky                | vítězství  |
| Ceny Platino                                  | Nejlepší režie                          | Damián Szifrón                 | vítězství  |
| Ceny Platino                                  | Nejlepší scénář                         | Damián Szifrón                 | vítězství  |
| Ceny Platino                                  | Nejlepší herec                          | Leonardo Sbaraglia             | Nominován  |
| Ceny Platino                                  | Nejlepší herečka                        | Erica Rivas                    | vítězství  |
| Ceny Platino                                  | Nejlepší původní hudba                  | Gustavo Santaolalla            | vítězství  |
| Ceny Platino                                  | Nejlepší střih                          | Damián Szifrón, Pablo Barbieri | vítězství  |
| Ceny Platino                                  | Nejlepší umělecké vedení                | Clara Notari                   | vítězství  |
| Ceny Platino                                  | Nejlepší kamera                         | Javier Juliá                   | Nominován  |
| Ceny Platino                                  | Nejlepší zvuk                           | José Luis Díaz                 | vítězství  |
| Cena Satellite                                | Nejlepší cizojazyčný film               | Divoké historky                | Nominován  |
| Mezinárodní filmový festival v San Sebastiánu | Cena publika za nejlepší evropský film  | Divoké historky                | vítězství  |
| Mezinárodní filmový festival v Sarajevu       | Cena publika                            | Divoké historky                | vítězství  |
| Ceny Cóndor de Plata                          | Nejlepší film                           | Divoké historky                | Nominován  |
| Ceny Cóndor de Plata                          | Nejlepší režie                          | Damián Szifrón                 | vítězství  |
| Ceny Cóndor de Plata                          | Nejlepší herec ve vedlejší roli         | Oscar Martínez                 | vítězství  |
| Ceny Cóndor de Plata                          | Nejlepší herečka ve vedlejší roli       | Érica Rivas                    | vítězství  |
| Ceny Cóndor de Plata                          | Nejlepší herečka ve vedlejší roli       | Rita Cortese                   | Nominována |
| Ceny Cóndor de Plata                          | Nejlepší nový herec                     | Diego Gentilez                 | vítězství  |
| Ceny Cóndor de Plata                          | Nejlepší původní scénář                 | Damián Szifrón                 | Nominován  |
| Ceny Cóndor de Plata                          | Nejlepší kamera                         | Javier Juliá                   | Nominován  |
| Ceny Cóndor de Plata                          | Nejlepší střih                          | Damián Szifrón, Pablo Barbieri | vítězství  |
| Ceny Cóndor de Plata                          | Nejlepší původní hudba                  | Gustavo Santaolalla            | vítězství  |
| Ceny Cóndor de Plata                          | Nejlepší zvuk                           | José Luis Díaz                 | vítězství  |
| Ceny Sur                                      | Nejlepší film                           | Divoké historky                | vítězství  |
| Ceny Sur                                      | Nejlepší režie                          | Damián Szifrón                 | vítězství  |
| Ceny Sur                                      | Nejlepší herec                          | Ricardo Darín                  | Nominován  |
| Ceny Sur                                      | Nejlepší herec                          | Oscar Martínez                 | vítězství  |
| Ceny Sur                                      | Nejlepší herec                          | Leonardo Sbaraglia             | Nominován  |
| Ceny Sur                                      | Nejlepší herečka                        | Erica Rivas                    | vítězství  |
| Ceny Sur                                      | Nejlepší herečka                        | Rita Cortese                   | Nominována |
| Ceny Sur                                      | Nejlepší herec ve vedlejší roli         | Germán De Silva                | vítězství  |
| Ceny Sur                                      | Nejlepší herec ve vedlejší roli         | Diego Gentile                  | Nominován  |
| Ceny Sur                                      | Nejlepší herec ve vedlejší roli         | Osmar Núñez                    | Nominován  |
| Ceny Sur                                      | Nejlepší herečka ve vedlejší roli       | María Onetto                   | Nominována |
| Ceny Sur                                      | Nejlepší nový herec                     | Diego Velázquez                | Nominován  |
| Ceny Sur                                      | Nejlepší nový herec                     | Walter Donado                  | Nominován  |
| Ceny Sur                                      | Nejlepší původní scénář                 | Damián Szifrón                 | vítězství  |
| Ceny Sur                                      | Nejlepší kamera                         | Javier Juliá                   | vítězství  |
| Ceny Sur                                      | Nejlepší střih                          | Damián Szifrón, Pablo Barbieri | vítězství  |
| Ceny Sur                                      | Nejlepší umělecké vedení                | Clara Notari                   | Nominována |
| Ceny Sur                                      | Nejlepší kostýmy                        | Ruth Fischerman                | Nominována |
| Ceny Sur                                      | Nejlepší původní hudba                  | Gustavo Santaolalla            | vítězství  |
| Ceny Sur                                      | Nejlepší zvuk                           | José Luis Díaz                 | vítězství  |
| Ceny Sur                                      | Nejlepší make-up                        | Marisa Amenta                  | Nominována |
| Ceny Washingtonské asociace filmových kritiků | Nejlepší cizojazyčný film               | Divoké historky                | Nominován  |